# Rypienica
Rypienica – rzeka, lewoboczny dopływ Drwęcy o długości 35,76 km i powierzchni zlewni 337,55 km².
Źródła rzeki znajdują się w okolicach wsi Wólka w powiecie rypińskim. Przepływa m.in. przez Rypin i Łapinóż, gdzie na rzece jest zlokalizowany stalowy most kolei wąskotorowej, wpisany na listę zabytków. W górnym biegu zlokalizowane są liczne młyny i małe elektrownie wodne.
Rypienica zasilana jest szeregiem małych dopływów, ale w dużej mierze wodami podziemnymi.